# Die Abenteuer des fantastischen Weltraumpiraten Captain Harlock
Die Abenteuer des fantastischen Weltraumpiraten Captain Harlock (jap. 宇宙海賊キャプテンハーロック Uchū Kaizoku Kyaputen Hārokku, wörtlich: Weltraumpirat Captain Harlock), kurz Captain Harlock, ist eine Manga-Reihe von Leiji Matsumoto aus den Jahren 1977 bis 1979. Der Manga wurde in mehreren Anime-Serien und Filmen umgesetzt.
Das Werk lässt sich den Genre Action, Abenteuer, Drama und Science-Fiction (Space Opera) zuordnen.

## Name
Der Name der Hauptfigur, Captain Harlock, wurde in einer Produktion von 2002 in Herlock geändert. In allen anderen Werken der Reihe trägt er den Namen Harlock. In Frankreich wurde er als Albator bekannt.

## Handlung

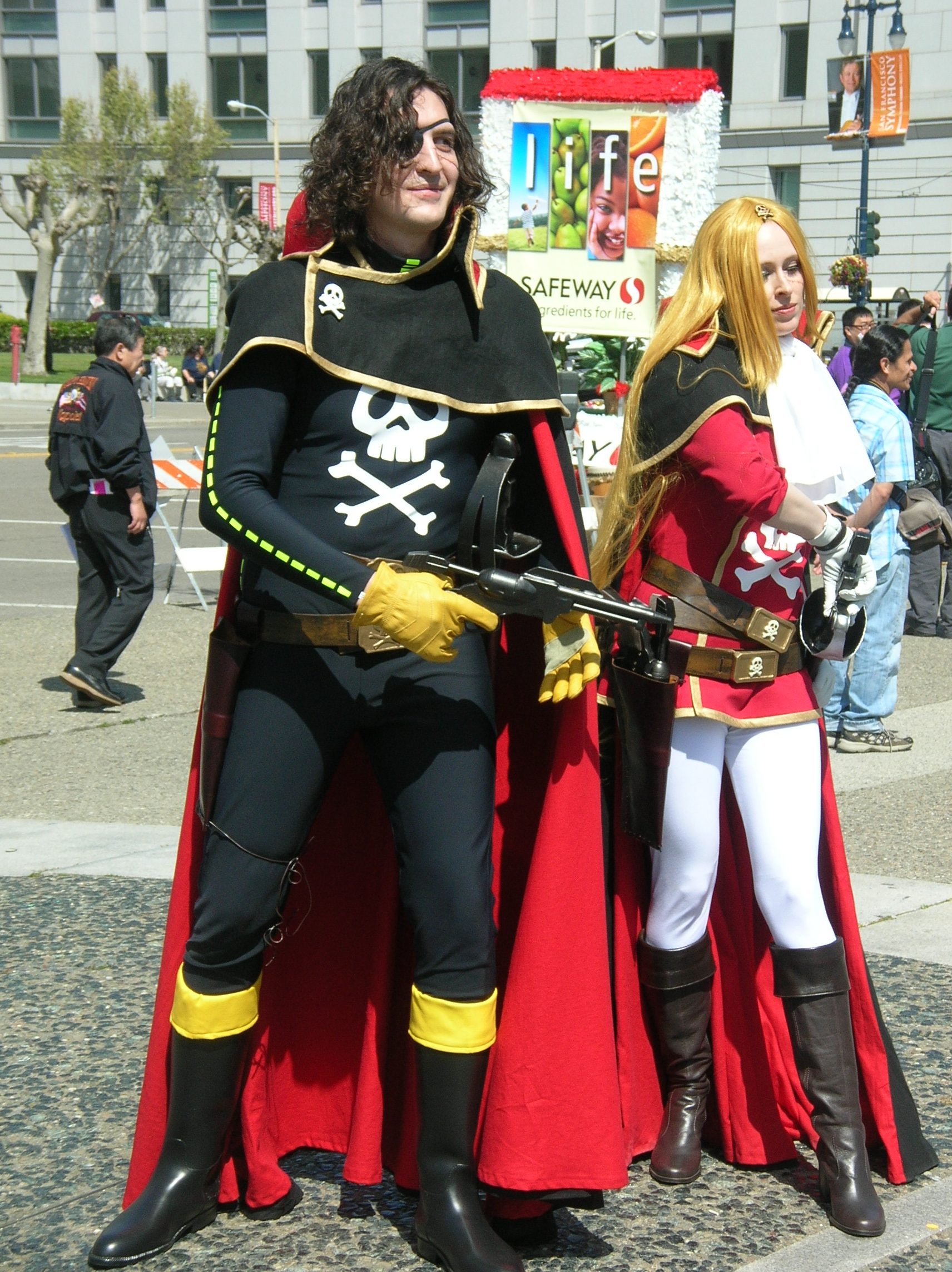
Cosplayer als Captain Harlock (vorn)

In der fernen Zukunft ist die Erde hochtechnisiert und die Raumfahrt weit entwickelt. Doch die Menschen sind bequem geworden, egoistisch und faul. Ein Computer bestimmt, wer welchen Wert in der Gesellschaft hat. Die Wenigen, die sich dem widersetzen und die Menschheit ohne eigene Initiative verkommen sehen, werden als Störenfriede bekämpft. So auch Captain Harlock, der als Pirat mit seinem Raumschiff Arcadia Unruhe stiftet. Zu seiner Mannschaft zählen die Navigatorin und Wissenschaftlerin Kei Yūki (有紀 蛍), die Außerirdische Mīme (ミーメ), der erste Maat und Modellbaufreak Yattaran, der Schiffsarzt Dr. Zero und viele andere, die sich von ihrem alten Leben auf der Erde verabschiedet haben.
Als ein Himmelskörper auf der Erde einschlägt und zur gleichen Zeit Anschläge auf bedeutende Personen verübt werden, wird Harlock beschuldigt, dafür verantwortlich zu sein. Der Himmelskörper ist eine Basis der außerirdischen Mazone, wie der Wissenschaftler Professor Tsuyoshi Daiba herausfindet, mit der sich die Invasion der Mazone ankündigt. Auch die Anschläge werden von Mazone verübt, die bereits auf der Erde sind. Doch ihm glaubt keiner, außer Harlock. Schließlich wird auch Daiba getötet und sein Sohn, der 14-jährige Tadashi Daiba (台羽 正), schließt sich Harlocks Mannschaft an, um die Mazone zu besiegen und mit Harlock die Erde zu beschützen. Wie sich bald herausstellt, betrachten die Mazone die Erde als ihre zweite Heimat und sind auf dem Weg zu ihr, nachdem ihr eigener Heimatplanet zerstört wurde. Die Erde wurde bereits vor langer Zeit als ihre zweite Heimat auserkoren und Mazone leben seit der Zeit der frühen Hochkulturen unter den Menschen auf der Erde und brachten dabei ihre Kultur und Technik mit. Dabei sind alle Krieger der Mazone weiblich und von schöner menschlicher Gestalt. Werden die pflanzenähnlichen Wesen getötet, so verbrennen sie.
Neben dem Kampf gegen die Vorposten der Mazone auf der Erde wird Harlock auch weiter von der Erdregierung gejagt. Diese bedient sich dabei auch des Mädchens Mayu Ōyama (大山まゆ), deren Vater Tochiro Ōyama der beste Freund Harlocks war. Tochiro Ōyama konstruierte auch die Arcadia und lebt seit seinem Tod in deren Computer fort, verleiht dem Schiff eine Seele. Harlock hat Tochiro versprochen, Mayu zu beschützen und dass sie auf der Erde lebt. So versucht die Regierung, besonders Kommandant Mitsuru Kiruda, Harlock mit Hilfe von Mayu und anderen Tricks zu fassen. Jedoch ist auch Kiruda mehr und mehr frustriert vom Egoismus der Politiker, die ihm befehlen, insbesondere vom Präsidenten, der sich nur für Hunderennen und Golf interessiert und dafür, die nächsten Wahlen zu gewinnen.
Nachdem Harlock immer wieder Schlachten gegen die Mazone gewann, nähert sich die Hauptflotte der Mazone unter Königin Rafflesia. Harlock will Rafflesia direkt angreifen, doch diese kann das zunächst durch verschiedentliche Gegenangriffe und Fallen verhindern. Sie versucht so viel wie möglich über die Arcadia und ihre Mannschaft herauszubekommen, das Ziel ist aber oft auch Harlock zu töten. Doch die Misserfolge führen auch zu Streit unter den Mazone. Schließlich geht sie sogar so weit, Mayu in den fernen Pferdekopfnebel entführen zu lassen. Doch auch dort ist Harlock schließlich siegreich und stellt sich dann ihrer Flotte. Zur gleichen Zeit hat sich auch Kiruda von der Bedrohung durch die Mazone überzeugt und unterstützt Harlock, stirbt jedoch bald im Kampf. Schließlich kann Harlock die übermächtige Flotte der Mazone, mit einigen militärischen Tricks, allein mit der Arcadia besiegen, die Crew dringt in das Raumschiff Rafflesias ein und stellt sie. So gibt die Königin auf und zieht sich zurück.
Trotz des Sieges zeigt sich die Erdregierung undankbar und schickt Harlock fort. Doch kurz darauf wird die Basis der Mazone auf der Erde aktiv und die Mazone der Erde erheben sich. Zwar kann Harlock schließlich auch sie besiegen, aber große Teile der Erde und der modernen Zivilisation sind zerstört. So entsteht in den Trümmern bald eine neue, glücklichere Gesellschaft.

## Konzeption
Die Geschehnisse um den einschlagenden Himmelskörper und Tadashi Daibas Vater führen zunächst in die Handlung ein, es werden die wichtigsten Figuren bis zu Mayu vorgestellt. In den darauf folgenden einzelnen, episodenhaften Abenteuern und Kämpfen wird jeweils die Geschichte eines Mitglieds der Mannschaft Harlocks oder ein Charakterzug Harlocks genauer beleuchtet, später auch die Vergangenheit Harlocks und der Arcadia. Schließlich bildet der Kampf gegen die Hauptflotte der Mazone und der Sieg über die Außerirdischen einen abschließenden Handlungsbogen.

## Veröffentlichungen
Der Manga erschien von 1977 bis 1979 in Japan im Magazin Play Comic des Verlags Akita Shoten. Die Einzelkapitel erschienen später auch zusammen in fünf Sammelbänden.
Der Manga erschien auf Französisch bei Kana und auf Spanisch bei Glénat.

## Anime-Verfilmungen

### Fernsehserie
1978 produzierte das Studio Toei Animation unter der Regie von Rintarou erstmals eine Anime-Fernsehserie zum Manga. Die Serie hat 42 Folgen und das Charakterdesign wurde von Kazuo Komatsubara entworfen. Der Anime wurde vom 14. März 1978 bis zum 13. Februar 1979 in Japan durch TV Asahi ausgestrahlt. Spätere Wiederholungen folgten bei Animax.
Die Serie wurde ins Englische, Französische, Spanische und Italienische übersetzt. In Deutschland wurden die ersten 12 Episoden auf VHS und Betamax veröffentlicht. Vier Folgen (inhaltlich die ersten zwölf Folgen aber gekürzt) erschienen auch auf Video2000 und Laserdisc.
1982 wurde nach dem ersten Kinofilm auch eine zweite Staffel produziert, die unter dem Titel Waga Seishun no Arcadia – Mugen Kidō SSX (わが青春のアルカディア・無限軌道ＳＳＸ) vom 13. Oktober 1982 bis zum 30. März 1983 durch TV Asahi ausgestrahlt wurde. Diese wurde ins Französische und Spanische übersetzt.
2002 wurde eine Serie mit alternativer Geschichte und den gleichen Figuren produziert und unter dem Titel Gun Frontier veröffentlicht.

#### Synchronisation

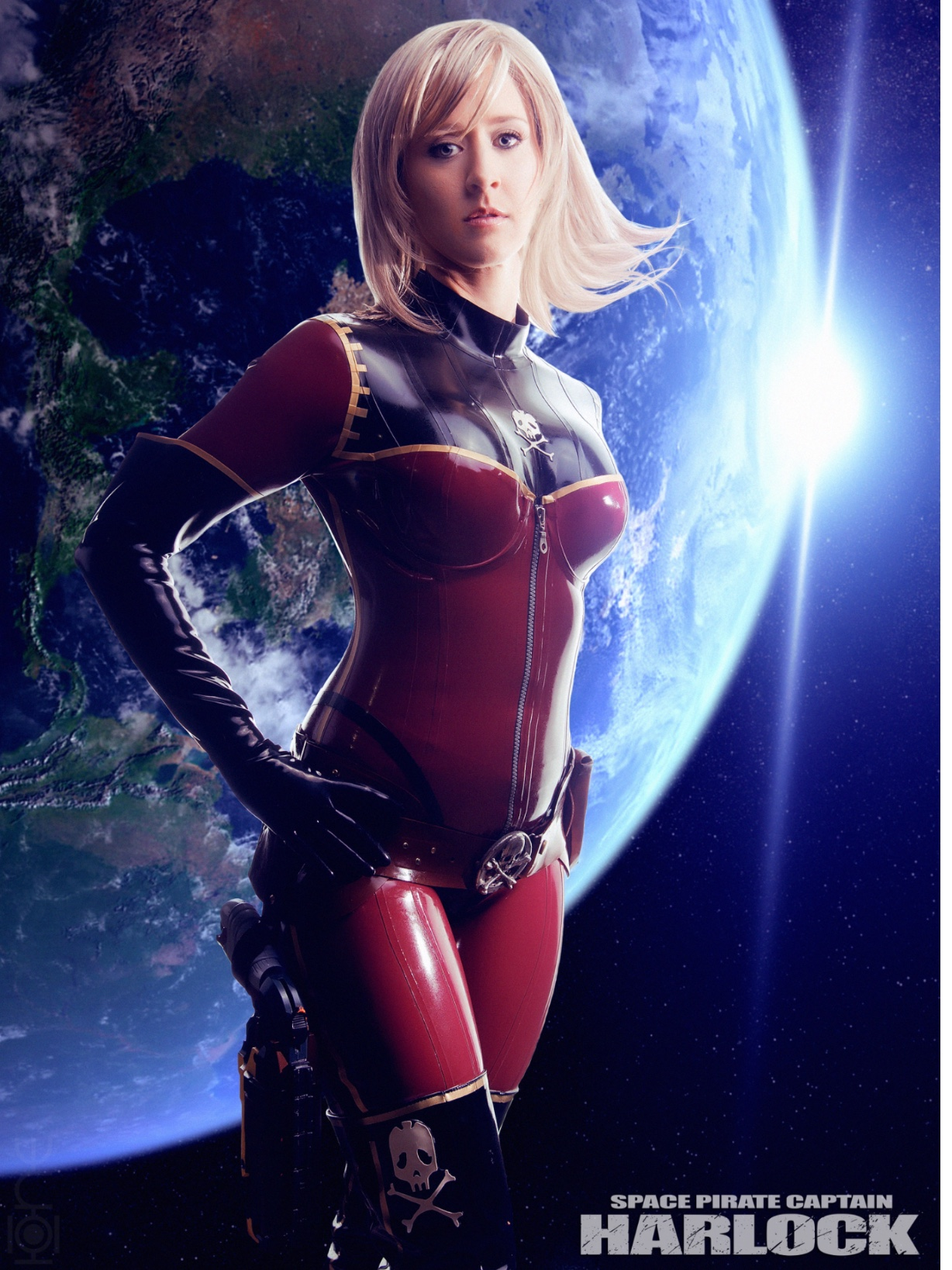
Cosplayerin als Kei Yūki

| Rolle               | Japanischer Sprecher (Seiyū) |
| ------------------- | ---------------------------- |
| Captain Harlock     | Makio Inoue                  |
| Tadashi Daiba       | Akira Kamiya                 |
| Kei Yūki Mayu Ōyama | Chiyoko Kawashima            |
| Rafflesia           | Haruko Kitahama              |
| Mīme                | Noriko Ohara                 |
| Grenadier           | Hidenari Ugaki               |
| Batlyser            | Yoshiro Matsumoto            |
| Cleo                | Akiko Tsuboi                 |
| Doktor Daiba        | Yonehiko Kitagawa            |
| Doktor Zero         | Joji Yanami                  |
| Emeralda            | Rihoko Yosida                |
| Hiroko Daiba        | Nana Yamaguchi               |
| Marina Oki          | Aya Hisakawa                 |
| Laura               | Mami Koyama                  |

#### Musik
Die Musik der ersten Staffel stammt von Seiji Yokoyama, die der zweiten Staffel wurde von Shunsuke Kikuchi komponiert. Als Vorspanntitel für die erste Serie verwendete man Captain Harlock (キャプテンハーロック) und als Abspannlied Warera no Tabidachi (われらの旅立ち), beide von Ichiro Mizuki. In der amerikanischen und französischen Version wurden andere Lieder verwendet. Das deutsche Titellied und der Abspann wurden von der Schlagersängerin Nicole gesungen.
Vorspannlied der zweiten Serie ist Oretachi no Funade (おれたちの船出) von Ichirou Mizuki, von dem auch der Abspann Harlock no Ballad (ハーロックのバラード) stammt.
Das Lied des Abspanns des Films von 1982 ist Waga Seishun no Arcadia (わが青春のアルカディア) von Teppei Shibuya.

### Kinofilme
Zu Captain Harlock sind drei Kinofilme produziert worden.
- Uchū Kaizoku Captain Harlock: Arcadia Go no Nazo (宇宙海賊キャプテンハーロック アルカディア号の謎): Der 34-minütige Film wurde 1978 produziert und auch im spanischen Fernsehen ausgestrahlt.
- Waga Seishun no Arcadia (わが青春のアルカディア): Der 1982 produzierte Film zeigt Harlocks Jugend auf dem Schiff Arcadia. Der Film wurde in über fünf Sprachen übersetzt.
- Space Pirate Captain Harlock (宇宙海賊キャプテンハーロック): 2013 erschien unter der Regie von Shinji Aramaki ein japanischer 3D-Animationsfilm.

### Original Video Animation
Als erste OVA zu Captain Harlock erschien 1999 Harlock Saga. Der unter Regisseur Yoshio Takeuchi von Bandai Visual produzierte Anime besteht aus sechs halbstündigen Folgen. Harlock Saga wurde am 8. Juni 2007 von GIGA TV auf Deutsch ausgestrahlt.
2001 folgte Cosmowarrior Zero von Regisseur Kazuyoshi Yokota. Der Anime von Vega Entertainment produzierte Anime besteht aus 15 Folgen, ausgestrahlt als ein Pilotfilm und 13 weiteren Folgen.
2002 folgte Space Pirate Captain Herlock: The Endless Odyssey von Regisseur Rintarou. Der Anime mit 13 Folgen wurde unter anderem ins Englische, Französische und Deutsche (lizenziert von Universum Anime) übersetzt.

## US-amerikanische Serie
1985 erschien in den USA eine Serie mit dem Titel Captain Harlock and the Queen of a Thousand Years, die aus den Serien Die Königin der tausend Jahre und Die Abenteuer des phantastischen Weltraumpiraten Captain Harlock zusammengeschnitten worden war und 65 Folgen umfasst.

## Comic
Bis 1992 erschien bei Malibu Comics in Amerika ein Comic von Ben Dunn und Tim Eldred zur Serie. Die Handlung beginnt zwei Jahre nach der von Waga Seishun no Arcadia.